# میانه مثلث

میانه‌های مثلث (خطوط قرمز)

در هندسه مسطحه، یک میانه از مثلث، نیم خطی است که یک رأس را به نقطه میانی ضلع مقابل متصل می‌کند، لذا بدین طریق ضلع مقابل به دو ضلع مساوی تقسیم می‌شود. هر مثلث دقیقاً سه میانه دارد، که هر کدام از آن‌ها از یک رأس مثلث به وسط ضلع مقابل آن رأس کشیده می‌شود. در نهایت هر سه میانه مثلث در نقطه ای به نام مرکزوار (یا مرکز مثلث) همدیگر را قطع می‌کنند. در مورد خاص مثلث متساوی الساقین، میانه مربوط به رأسی که دو ضلع مجاور آن با هم برابر است، همزمان نیمساز آن زاویه نیز می‌باشد.
مفهوم میانه به چهاروجهی‌ها نیز تعمیم پیدا می‌کند.

## تقسیم به نواحی برابر
هر میانه، مساحت مثلث را نیز همچون طول اضلاع آن به دو نیمه مساوی تقسیم‌بندی می‌کند. به همین دلیل است که اگر مثلثی را با چگالی یک دست بسازیم، مرکز ثقل آن همان محل برخورد میانه‌های مثلث می‌شود، به همین دلیل برخی مواقع به مرکزوار یا محل برخورد میانه‌های مثلث، مرکز ثقل مثلث هم می‌گویند (غیر از سه میانه، هیچ خط دیگری که از مرکزوار، یا مرکز ثقل عبور کند، مساحت مثلث را به دو نیم تقسیم نمی‌کند، هرچند که خطوط دیگر که از خارج مرکزوار عبور می‌کنند ممکن است مساحت مثلث را به دو نیم تقسیم کنند). سه میانه مثلث را به شش مثلث کوچکتر با مساحت‌های برابر تقسیم‌بندی می‌کنند.

## روابط طول میانه در مثلث
طول میانه‌ها را می‌توان از طریق قضیه آپولونیوس بدست آورد:
{\displaystyle m_{a}={\sqrt {\frac {2b^{2}+2c^{2}-a^{2}}{4}}},}
{\displaystyle m_{b}={\sqrt {\frac {2a^{2}+2c^{2}-b^{2}}{4}}},}
{\displaystyle m_{c}={\sqrt {\frac {2a^{2}+2b^{2}-c^{2}}{4}}},}
که در آن {\displaystyle a} و {\displaystyle b} و {\displaystyle c} اضلاع مثلث و میانه‌های متناظر با این اضلاع به ترتیب {\displaystyle m_{a}} و {\displaystyle m_{b}} و {\displaystyle m_{c}} می‌باشند.
ازین رو روابط زیر را داریم:
{\displaystyle a={\frac {2}{3}}{\sqrt {-m_{a}^{2}+2m_{b}^{2}+2m_{c}^{2}}}={\sqrt {2(b^{2}+c^{2})-4m_{a}^{2}}}={\sqrt {{\frac {b^{2}}{2}}-c^{2}+2m_{b}^{2}}}={\sqrt {{\frac {c^{2}}{2}}-b^{2}+2m_{c}^{2}}},}
{\displaystyle b={\frac {2}{3}}{\sqrt {-m_{b}^{2}+2m_{a}^{2}+2m_{c}^{2}}}={\sqrt {2(a^{2}+c^{2})-4m_{b}^{2}}}={\sqrt {{\frac {a^{2}}{2}}-c^{2}+2m_{a}^{2}}}={\sqrt {{\frac {c^{2}}{2}}-a^{2}+2m_{c}^{2}}},}
{\displaystyle c={\frac {2}{3}}{\sqrt {-m_{c}^{2}+2m_{b}^{2}+2m_{a}^{2}}}={\sqrt {2(b^{2}+a^{2})-4m_{c}^{2}}}={\sqrt {{\frac {b^{2}}{2}}-a^{2}+2m_{b}^{2}}}={\sqrt {{\frac {a^{2}}{2}}-b^{2}+2m_{a}^{2}}}.}